# Trofeo Matteotti 1965
Il Trofeo Matteotti 1965, ventesima edizione della corsa, si svolse il 25 luglio 1965 su un percorso di 246,6 km. La vittoria fu appannaggio dell'italiano Guido De Rosso, che completò il percorso in 6h54'58", precedendo i connazionali Diego Ronchini e Ambrogio Portalupi.

## Ordine d'arrivo (Top 10)
| Pos. | Corridore           | Squadra    | Tempo    |
| ---- | ------------------- | ---------- | -------- |
| 1    | Guido De Rosso      | Molteni    | 6h54'48" |
| 2    | Diego Ronchini      | Salvarani  | s.t.     |
| 3    | Ambrogio Portalupi  | Ignis      | s.t.     |
| 4    | Graziano Battistini | Vittadello | s.t.     |
| 5    | Franco Balmamion    | Sanson     | s.t.     |
| 6    | Remo Stefanoni      | Ignis      | s.t.     |
| 7    | Renzo Fontona       | Ignis      | s.t.     |
| 8    | Luciano Galbo       | Sanson     | s.t.     |
| 9    | Silvano Schiavon    | Legnano    | s.t.     |
| 10   | Giorgio Zancanaro   | Maino      | s.t.     |